# Cool and Dre
Ne doit pas être confondu avec LL Cool J ou Dr. Dre.
Cool and Dre est un duo de producteurs américains composé de Marcello « Cool » Valenzano (né à Miami, Floride) et Andre « Dre » Christopher Lyon (né à New York).

## Biographie
Marcello et Andre se rencontrent au North Miami High School et lancent ensemble leur propre label, Epidemic Records. Ils signent un contrat avec Jive Records en 2003 concernant la distribution de leur premier artiste, Dirtbag. C'est en 2004 qu'ils s'étaient fait connaître fortement avec le titre New York de Ja Rule avec Jadakiss et Fat Joe. En 2007, ils sont présents dans le film documentaire français, Beat Makerz - The Documentary, sur les producteurs de hip-hop. En 2009, Cool and Dre produisent la chanson Da Da Da de Lil Wayne.
En août 2010, le duo établit officiellement un partenariat avec le label Cash Money Records. En avril 2011, le duo signe un contrat avec Interscope Records grâce à Cash Money (l'argent comptant est la première fois sous un autre label Universal) également de distribuer leur label Epidemic Records.
En 2015, le duo produit des titres tels que BRRRR de Fat Brel, Wale et Rick Ross, et Rhymes Like Weight de Curren$y. En 2016, le duo produit la nouvelle mixtape de Curren$y The Owners Manual

## Discographie

### Singles
- 2000 : How Much You Want Me (Havana Mena)
- 2001 : King of NY  (Fat Joe)
- 2004 : New York (Ja Rule featuring Fat Joe & Jadakiss)
- 2005 : Hate It or Love It (The Game featuring 50 Cent)
- 2005 : So Much More (Fat Joe)
- 2006 : Rodeo (Juvenile)
- 2006 : Say I (Christina Milian featuring Young Jeezy)
- 2006 : Holla at Me (DJ Khaled featuring Lil Wayne, Paul Wall, Fat Joe, Rick Ross & Pitbull)
- 2006 : Chevy Ridin' High (Dre featuring Rick Ross)
- 2007 : Holla At Ya Boy (Ya Boy)
- 2007 : Play Your Cards (Yung Joc)
- 2007 : 100 Million (Birdman featuring Young Jeezy, Rick Ross & Lil' Wayne)
- 2007 : Brown Paper Bag (DJ Khaled featuring Dre, Young Jeezy, Juelz Santana, Rick Ross, Lil Wayne & Fat Joe)
- 2008 : Big Dreams  (Game)
- 2011 : Red Nation  (Game)
- 2011 : InfraRED  (Game)

### Productions
- 3LW - The Club Is Over
- Aristo] - Cup On Full (featuring Jae Millz)
- Beanie Sigel - Bout That (sur l'album The Solution)
- Busta Rhymes - It Looks Like We Made It (featuring Linkin Park / coproduit par Mike Shinoda) (sur l'album I'm Blessed)
- C-Ride - Fresh, Gangsta, Money Ova Here (featuring Dre), Pushin' (featuring Dre), Superstar, Sittin On Da Porch (featuring Dre) (sur l'album The A-Rab Store)
- Chamillionaire - No Snitchin' (feat. Bun B) (sur l'album  The Sound of Revenge)
- Chingy - Roll on 'Em (feat. Rick Ross) (sur l'album Hate It or Love It)
- Chris Brown - What's My Name (sur l'album Chris Brown)
- Christina Milian - So Amazin'
- Christina Milian - Blissville (featuring Rick Ross)
- Deep Side - Feelin' Like a Pimp (featuring Dre)
- Dirtbag - Fuck What a Nigga Say (bande originale de 2 Fast 2 Furious)
- Dirtbag - Slow Down Lil' Buddy, Haterz (sur l'album Eyes Above Water), DJ Khaled - Holla At Me (feat. Paul Wall, Fat Joe, Rick Ross, Lil Wayne & Pitbull), Destroy You (feat. Krayzie Bone & Twista), Candy Paint (feat. Slim Thug, Trina & Chamillionaire), Movement (feat. Dre de Cool & Dre) (sur l'album Listennn... The Album)
- DJ Khaled - Brown Paper Bag (feat. Young Jeezy, Juelz Santana, Rick Ross, Lil' Wayne, Fat Joe & Dre), I'm From The Ghetto (feat. The Game, Jadakiss, Trick Daddy & Dre), The Originators (feat. Bone Thugs-N-Harmony), New York Is Back (part. 2) (feat. Jadakiss, Fat Joe & Ja Rule), Choppers (feat. Dre, Joe Hound & C-Ride) (sur l'album We the Best)
- Dre of Cool & Dre - Chevy Ridin' High, Naomi (sur l'album The Trunk)
- 8Ball & MJG - Confessions (feat. Poo Bear) (sur Living Legends)
- Fat Joe - So Much More, My Fofo, ock Ya Body (sur l'album All or Nothing)
- Fat Joe - We Ridin' (bande originale de 2 Fast 2 Furious)
- Fat Joe - Girl I'm a Bad Boy (featuring P. Diddy & Dre) (bande originale de Bad Boys II)
- Fat Joe - Prove Something, TS Piece, Born In The Ghetto, All I Need, Life Goes On, Loyalty (sur Loyalty)
- Fat Joe - King of N.Y. (sur Jealous Ones Still Envy)
- Fat Joe - Crack House (sur The Elephant in the Room)
- Freck Billionaire - Lip Gloss
- Freeway - Lights Get Low (featuring Rick Ross) (sur Free at Last)
- The Game - Hate it or Love It (sur The Documentary)
- The Game - Street Ryders (feat. Nas & Akon)
- Harold Douglas - Whoooa feat. Self (sur Pancake Flippin)
- Ghostface Killah - Fishscale : Three Bricks (feat. Raekwon, The Notorious B.I.G.)
- Gym Class Heroes - Don't Tell Me It's Over
- Jae Millz - I Like That (Stop)
- Ja Rule - R.U.L.E. : New York (feat. Fat Joe & Jadakiss)
- Ja Rule - Last Temptation : Destiny (Outro)
- Ja Rule - The Mirror : Sensations feat. Young Sensations]& The Game
- Juvenile - The Reality Check : Rodeo, Break a Brick Down
- Joe - Ain't Nothin' Like Me : Just Relax, You and Me (featuring Fabolous)
- Kelis - Kelis Was Here : Goodbyes
- Killer Mike - Monster : All 4 U
- Lil Wayne - Tha Carter II : Get Over (feat. Nikki)
- Lil Wayne - Tha Carter III : 3 Peat
- Lil Skeeter - Dream Cruise : Money Da Burn
- Ludacris - Theater of the Mind : Untitled
- Mary J. Blige : People
- Mystikal - Prince of the South... The Hits : Hypno, Know'm Sayin, Drop It
- Nas - Untitled : Make the World Go Round (feat. Chris Brown & The Game / coproduit par The Game)
- Nashawn - Napalm : Money Machine (feat. Nas, Ying Yang Twins & Jungle)
- Nina Sky - The Musical : Flippin' That (feat. Rick Ross)
- Razah - Club Hopping
- Remy Ma - There's Something about Remy: Based on a True Story : Tight (feat. Fat Joe), Still
- Rhymefest - Blue Collar : More (feat. Kanye West), All Girls Cheat (feat. Mario)
- Rick Ross - Port of Miami : Blow (feat. Dre), Boss (feat. Dre)
- Solange Knowles - Unknown Life : I Got Me a Hard Nigga (feat. Lil' Wayne)
- Slim Thug - Already Platinum : Miss Mary
- Teairra Mari - Roc-A-Fella Presents: Teairra Mari : Get Down Tonight
- Teairra Mari - Second Round : Hard Core
- Terror Squad - True Story : Take Me Home, Let Them Things Go
- Trick Daddy - Slip-N-Slide
- Trina - Glamorest Life :  Sum Mo (feat. Dre), Lil' Mama (feat. Dre)
- Tru-Life - Tru York : If You Want To, Scarface
- Ya Boy - Holla At Ya Boy : Holla At Ya Boy
- Young Jeezy - The Inspiration: Thug Motivation 102 : Streets on Lock
- Yung Joc - Hustlenomics : Play Your Cards